# Залесе (гміна Вишки)
Залесе (пол. Zalesie) — село в Польщі, у гміні Вишки Більського повіту Підляського воєводства.
Населення — 131 особа (2011).
У 1975—1998 роках село належало до Білостоцького воєводства.

## Демографія
Демографічна структура станом на 31 березня 2011 року:
|          | Загалом | Допрацездатний вік | Працездатний вік | Постпрацездатний вік |
| -------- | ------- | ------------------ | ---------------- | -------------------- |
| Чоловіки | 67      | 11                 | 46               | 10                   |
| Жінки    | 64      | 9                  | 36               | 19                   |
| Разом    | 131     | 20                 | 82               | 29                   |